# Луганск (аэропорт)
Международный аэропорт Луганск (укр. Міжнародний аеропорт Луганськ; ИАТА: VSG, ИКАО: UKCW) — международный аэропорт города Луганск, Украина. Разрушен в ходе боевых действий 2014 года, для приёма и выпуска воздушных судов непригоден.
Аэропорт расположен к югу от города, на расстоянии от центра города около 20 километров. До начала городской черты (посёлок Видное) около 9 километров.
С декабря 2009 года по апрель 2014 года являлся базовым аэропортом авиакомпании ЮТэйр-Украина. Аэродром был способен принимать самолёты Ту-154 и все более лёгкие, а также вертолёты любых типов. Классификационное число ВПП (PCN) 21/R/B/X/T.

## История
История луганского аэропорта началась в 1946 году, когда в целях улучшения авиационного обслуживания областей Украинской ССР начал свою работу 285-й авиационный отряд. На него было возложено авиационное обслуживание Ворошиловградской области. После многих переименований отряд стал Луганским объединённым отрядом Украинского управления гражданской авиации МГА СССР.
1964 год считается годом открытия луганского аэропорта. Его строительство велось ударными темпами, с привлечением множества организаций Луганской области (Брянковское ДСУ Луганскшахтостроя (город Брянка), Луганское ДСУ треста Луганскдорстроя, Ильичёвский рудоремонтный завод, Кадиевский и Краснолучский автотресты). За полгода с мая по октябрь 1964 года было возведено здание аэровокзала, оборудованы взлётно-посадочные полосы, сооружены ангары, помещения технической и вспомогательной служб.

Терминал луганского аэропорта до боевых действий

В 1974 году в аэропорту создан 99-й лётный отряд, включавший в себя 6 самолётов Ан-24, а с 1989 года — 2 самолёта Ту-154Б-2. В 1980-е годы из ворошиловградского аэропорта ежедневно почти в 70 городов Советского Союза совершалось до 100 вылетов, ежесуточно перевозилось не менее 1200 пассажиров. Аэропорт отправлял и принимал рейсы самолётов Ил-18, Ан-24, Як-40, Як-42, Ту-134, Ту-154.
В 2005-2006 годах была проведена реконструкция ВПП и аэропорта, позволившая принимать самолёты Airbus А320, Boeing 737, Ан-124. К 2010 году прекратила полёты базовая авиакомпания «Луганские авиалинии», её заменила ЮТэйр-Украина.
С мая 2014 из-за боевых действий работа аэропорта приостановлена, воздушное пространство закрыто для полётов гражданской авиации распоряжением Государственной авиаслужбы Украины.
По состоянию на 2023 год на аэродроме базировалась фронтовая авиация ВС РФ.

## Сообщение
В 2013 году из Луганска курсировали регулярные рейсы в Киев и Москву авиакомпаний ЮТэйр и ЮТэйр-Украина, чартерные рейсы выполнялись в Анталью авиакомпанией МАУ и в Салоники греческой авиакомпанией Astra Airlines.
С апреля 2014 года по экономическим и общественно-политическим причинам регулярных рейсов в аэропорту не осуществляется.

## Бои за Луганский аэропорт
9 июня 2014 года вооружённые формирования Луганской Народной Республики блокировали аэропорт и находящихся на его территории около 200 военнослужащих сухопутных войск и Нацгвардии Украины с вооружением и бронетехникой.
14 июня 2014 года вооружённые формирования ЛНР сбили военно-транспортный самолёт Ил-76 ВВС Украины на подлёте к аэропорту. 9 членов экипажа и 40 бойцов из 25-й отдельной воздушно-десантной бригады, находившиеся на борту самолёта, погибли.
В период с июня по август вооружённые формирования ЛНР, при помощи техники блокировали ВСУ и военнослужащих Нацгвардии в аэропорту. Украинской армией в прилегающих к аэропорту районах Луганской области велись бои за установление бесперебойных коридоров снабжения на северо-запад от аэропорта, в сторону основной группировки, занимающей Луганск. В этот период дислоцировавшиеся в аэропорту украинские войска часть времени провели в окружении.
В середине августа 2014 года вооружённые формирования ЛНР при помощи артиллерии разрушили терминал аэропорта. 1 сентября украинские военные взорвали взлётную полосу и покинули территорию аэропорта, понеся значительные потери.
В ходе боёв с применением артиллерии инфраструктура аэропорта получила значительные повреждения, большая её часть не подлежала восстановлению. В частности, аэровокзал полностью разрушен.
С 1 сентября 2014 года аэропорт Луганска полностью находится под контролем ЛНР.

## Происшествия
- 27 марта 1972 года произошла катастрофа самолёта Ан-2 99-го (Ворошиловградского) лётного отряда. Командир экипажа Т. Я. Шовкунов умышленно врезался в свой дом. Летчик погиб.

### Комментарии
1. ↑  Контролируется самопровозглашённой Луганской Народной Республикой.